# Sybra flavomaculata
Sybra flavomaculata là một loài bọ cánh cứng trong họ Cerambycidae.